# 塩尻協立病院
塩尻協立病院（しおじりきょうりつびょういん）は、社会医療法人中信勤労者医療協会が長野県塩尻市に設置する病院。
全日本民主医療機関連合会（民医連）加盟病院。

## 診療科
- 内科[2]
- 小児科[2]
- 循環器内科[2]
- 人工透析内科[2]
- リハビリテーション科[2]

## 医療機関の指定・認定
- 保険医療機関[3]
- 高齢者の医療の確保に関する法律（昭和57年法律第80号）第7条第1項に規定する医療保険各法及び同法に基づく療養等の給付の対象とならない医療並びに公費負担医療を行わない医療機関[3]
- 労災保険指定医療機関[3]
- 指定自立支援医療機関（更生医療）[3]
- 指定自立支援医療機関（精神通院医療）[3]
- 生活保護法指定医療機関(中国残留邦人等の円滑な帰国の促進並びに永住帰国した中国残留邦人等及び特定配偶者の自立の支援に関する法律（平成6年法律第30号）に基づく指定医療機関を含む。)[3]
- 在宅療養支援病院[3]
- 無料低額診療事業実施医療機関[3]

## 特徴
- 病院の理念により、差額ベッド代（差額室料）を徴収していない[4]。

## 交通アクセス
- JR中央本線・JR篠ノ井線「塩尻駅」よりタクシーで約5分[5]

## 系列病院
- 松本協立病院 - 長野県松本市巾上9-26